# Randy de Puniet
Randy de Puniet (Maisons-Laffitte, 14 de fevereiro de 1981) é um motociclista francês, ex-piloto da MotoGP.

## Carreira
Em 2006 fez sua estreia na MotoGP, pela equipe da Kawasaki onde correu também em 2007. Na 2008 correu pela Equipe LCR da Honda..